# پارک ژوراسیک
پارک ژوراسیک (به انگلیسی: Jurassic Park) که بعداً به عنوان دنیای ژوراسیک نیز شناخته شد، یک فرنچایز چندرسانه‌ای علمی تخیلی آمریکایی است که داستان آن بر تلاشی فاجعه‌بار برای ایجاد یک پارک موضوعی از دایناسورهای شبیه‌سازی‌شده متمرکز شده‌است.

## فیلم‌ها
| فیلم                        | تاریخ انتشار        | کارگردان            | فیلمنامه‌نویس                                       | نویسنده                              | تهیه‌کننده                                 |
| سه‌گانهٔ پارک ژوراسیک         | سه‌گانهٔ پارک ژوراسیک | سه‌گانهٔ پارک ژوراسیک | سه‌گانهٔ پارک ژوراسیک                                | سه‌گانهٔ پارک ژوراسیک                  | سه‌گانهٔ پارک ژوراسیک                       |
| --------------------------- | ------------------- | ------------------- | -------------------------------------------------- | ------------------------------------ | ----------------------------------------- |
| پارک ژوراسیک                | ۱۱ ژوئن ۱۹۹۳        | استیون اسپیلبرگ     | مایکل کرایتون و دیوید کپ                           | مایکل کرایتون و دیوید کپ             | جرالد آر. مولن و کاتلین کندی              |
| جهان گمشده: پارک ژوراسیک    | ۲۳ مه ۱۹۹۷          | استیون اسپیلبرگ     | دیوید کوپ                                          | دیوید کوپ                            | جرالد مولن و کالین ویلسون                 |
| پارک ژوراسیک ۳              | ۱۸ ژوئیه ۲۰۰۱       | جو جانستون          | پیتر بوچمن، الکساندر پین و جیم تیلور               | پیتر بوچمن، الکساندر پین و جیم تیلور | کاتلین کندی و لری جی فرانکو               |
| سه‌گانهٔ دنیای ژوراسیک        |                     |                     |                                                    |                                      |                                           |
| دنیای ژوراسیک               | ۱۲ ژوئن ۲۰۱۵        | کالین ترورو         | ریک یافا و آماندا سیلور و درک کانولی و کالین ترورو | ریک یافا و آماندا سیلور              | فرانک مارشال و پاتریک کراولی              |
| دنیای ژوراسیک: سقوط پادشاهی | ۲۲ ژوئن ۲۰۱۸        | خوان آنتونیو بایونا | درک کانولی و کالین ترورو                           | درک کانولی و کالین ترورو             | فرانک مارشال، پاتریک کراولی و بلن آتیانزا |
| دنیای ژوراسیک: قلمرو        | ۱۰ ژوئن ۲۰۲۲        | کالین ترورو         | امیلی کارمایکل و کالین ترورو                       | درک کانولی و کالین ترورو             | فرانک مارشال و پاتریک کراولی              |